# John Bruton
John Bruton (irlandès: Seán de Briotún)  (Dunboyne, 18 de maig de 1947 - Mater Private Hospital, 6 de febrer de 2024) fou un polític irlandès, ocupant diversos càrrecs al govern, incloent-hi el Ministeri de les Finances i el Ministeri d'Indústria, Comerç i Turisme.Fou líder del partit Fine Gael el 1990 i va servir com a Taoiseach des del 1994 fins al 1997. També va ser ambaixador de la Unió Europea als Estats Units i vicepresident del Partit Popular Europeu.